# Monastère Sainte-Barbe
Le monastère Sainte-Barbe (dans la forteresse de Reljina Gradina) (en serbe cyrillique Манастир Св. Варваре на Рељиној Градини ; en serbe latin : Manastir Sv. Varvare na Reljinoj Gradini) est un monastère orthodoxe serbe. Il se trouve à Lukocrevo, sur le territoire de la Ville de Novi Pazar et dans le district de Raška, en Serbie. Il est inscrit sur la liste des monuments culturels protégés de la République de Serbie (identifiant no SK 2223),.
Le monastère est familière connu sous le nom de « monastère de Reljina gradina »,

## Présentation
Le monastère, construit vers 1526 (ou, selon d'autres sources en 1455 ou en 1579), est situé sur un plateau qui domine la rive droite de la rivière Raška ; le métropolite Maksim, élu patriarche de l'Église orthodoxe serbe en 1656, y aurait eu son siège,. Aujourd'hui en ruines, il se compose des vestiges d'une église médiévale et de bâtiments monastiques.
L'église, située au nord du plateau, possède un plan en croix inscrite ; quatre colonnes massives soutenaient un dôme ; son abside est polygonale à l'extérieur et demi-circulaire à l'intérieur. Les vestiges sont divisés en trois parties, avec une entrée principale au sud. L'édifice était construit en blocs de grès taillés ; le sol est constitué de dalles de marbre, à l'exception de celui du diakonikon pavé de briques hexagonales ; l'intérieur de l'église était peint.
Les bâtiments du monastère étaient construits à l'est et à l'ouest du plateau et l'ensemble monastique était entouré de murs.
Le monument témoigne de la continuité du christianisme dans la Raška (Rascie), une région qui était alors sous domination ottomane.